# Musculus pronator teres
De musculus pronator teres is een spier aan de ventrale zijde van de onderarm die zorgt voor het naar binnen draaien (pronatie) van de hand. Het is een tweekoppige spier. Met zijn caput humerale ontspringt hij aan de binnenste knobbel van het opperarmbeen, met zijn caput ulnare ontspringt hij aan de kop van de ellepijp. Beide koppen hechten vast net boven het midden van het spaakbeen. De m. pronator teres heeft als functie, zoals zijn naam al aanduidt, pronatie van de onderarm samen met de m. pronator quadratus. Tevens helpt hij mee met flexie van de onderarm.
Bij sommige mensen ontbreekt het caput ulnare.